# Playfish
Playfish hiện là một sản phẩm của Electronic Arts, là nhà phát triển trò chơi miễn phí. Playfish được thành lập vào năm 2007 bởi Kristian Segerstråle, Sebastien de Halleux, Sami Lababidi và Shukri Shammas. Và giải thể vào năm 2013. Playfish trong quá khứ đã thu hút được 55 triệu người dùng mỗi tháng, với hơn 37 triệu người dùng đến từ Facebook. Vào tháng 10 năm 2008, họ đã nhận được khoản tài trợ đầu tư mạo hiểm trị giá 17 triệu đô la Mỹ từ Accel Partners và Index Ventures.

## Danh sách game
| Tên                                          | Nền tảng | Ngày ra mắt | Ngày đóng của |
| -------------------------------------------- | -------- | ----------- | ------------- |
| Who Has The Biggest Brain?                   | Facebook | 18/12/2007  | 30/9/2011     |
| Word Challenge                               | Facebook | 1/5/2008    | 30/9/2011     |
| Bowling Buddies                              | Facebook | 8/5/2008    | 30/9/2011     |
| Pet Society                                  | Facebook | 8/8/2008    | 14/8/2013     |
| Geo Challenge                                | Facebook | 22/9/2008   | 30/9/2011     |
| Minigolf Party                               | Facebook | 27/1/2009   | 7/1/2010      |
| Restaurant City                              | Facebook | 28/4/2009   | 29/62012      |
| Crazy Planets                                | Facebook | 1/7/2009    | 1/12/2011     |
| Country Story                                | Facebook | 29/72009    | 1/12/2011     |
| Quiztastic!                                  | Facebook | 14/8/2009   | 4/3/2010      |
| Poker Rivals                                 | Facebook | 7/12/2009   | 7/6/2011      |
| Gangster City                                | Facebook | 26/1/2010   | 7/6/2011      |
| Hotel City                                   | Facebook | 26/3/2010   | 30/9/2011     |
| My Empire                                    | Facebook | 1/6/2010    | 30/9/2011     |
| EA Sports FIFA Superstars                    | Facebook | 10/6/2010   | 31/3/2013     |
| Pirates Ahoy!                                | Facebook | 10/8/2010   | 7/6/2011      |
| Madden NFL Superstars                        | Facebook | 31/8/2010   | 14/5/2013     |
| Monopoly Millionaires                        | Facebook | 31/1/2011   | 17/8/2012     |
| World Series Superstars                      | Facebook | 30/3/2011   | 31/12/2012    |
| The Sims Social                              | Facebook | 9/8/2011    | 14/6/2013     |
| NHL Superstars                               | Facebook | 5/11/2011   | 14/5/2013     |
| RISK: Factions                               | Facebook | 11/1/2012   | 31/3/2013     |
| SimCity Social                               | Facebook | 25/6/2012   | 14/6/2013     |
| Madden NFL 13 Social (also available on iOS) | Facebook | 5/11/2012   | 2/9/2013      |
| Pet Society Vacation                         | iOS      | 18/7/2011   | 29/8/2012     |
| Restaurant City: Gourmet Edition             | iOS      | 22/8/2011   | 29/8/2012     |